# René Buchholz

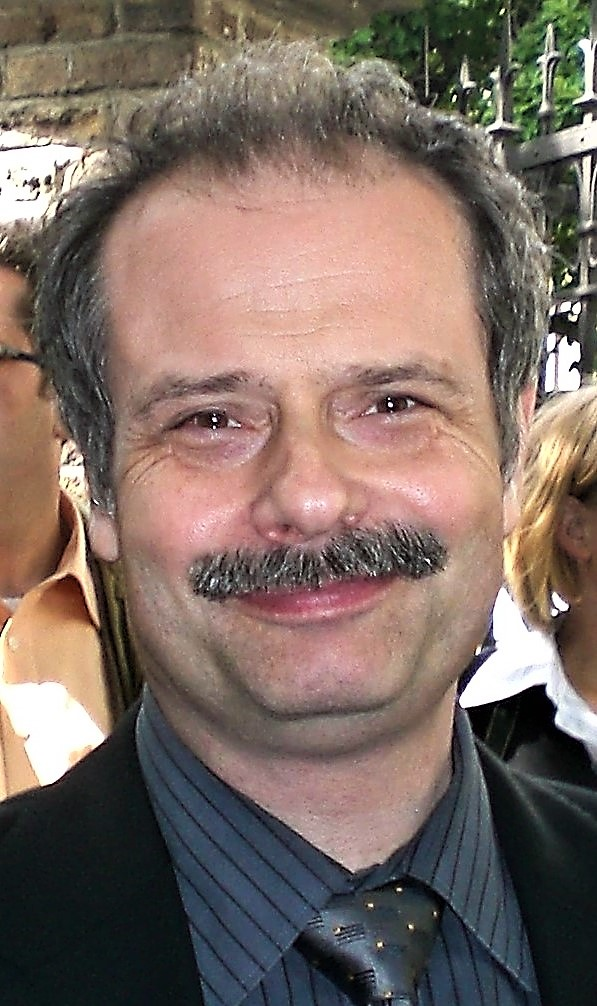
René Buchholz (2008)

René Buchholz (* 23. Dezember 1958 in Köln-Lindenthal) ist deutscher römisch-katholischer Fundamentaltheologe.

## Leben
Nach dem Abitur am Rhein-Gymnasium in Köln 1977 und dem Grundwehrdienst studierte René Buchholz ab dem Sommersemester 1979 katholische Theologie, Philosophie und Pädagogik für das Lehramt (Sekundarstufe II) in Bonn und ab Wintersemester 1980/1981 im Diplomstudiengang katholische Theologie. Vom Wintersemester 1983/1984 bis Sommersemester 1985 war er studentische Hilfskraft (Tutor) am Philosophischen Seminar B der Universität Bonn bei Wolfgang Kluxen und legte im Juni 1985 das Diplomexamen in Katholischer Theologie an der Katholisch-Theologischen Fakultät der Rheinischen Friedrich-Wilhelms-Universität Bonn ab. 
Von Juli 1985 bis September 1988 war er freiberuflich in der Erwachsenenbildung tätig, unter anderem als Dozent an der Karl-Rahner-Akademie in Köln. Ab 1986 arbeitete er an der Dissertation im Fach Fundamentaltheologie bei Hans Waldenfels. Von 1. Oktober 1988 bis 30. September 1989  absolvierte er ein „Orientierungsjahr“ in der Hauptabteilung Schule/Hochschule des Erzbischöflichen Generalvikariats Köln. Von 1. März 1990 bis 30. Juni 1991 war er hauptamtlich-pädagogischer Mitarbeiter beim ASG-Bildungsforum Düsseldorf mit den Arbeitsschwerpunkten Theologie/Philosophie, Entwicklung von Veranstaltungen auf Stadtebene, dezentrale Bildungsarbeit in den Pfarrgemeinden. Nach seiner Promotion in Katholischer Theologie (Fundamentaltheologie) an der Katholisch-Theologischen Fakultät der Universität Bonn im Juni 1991 ist er seit dem 1. Juli 1991 hauptamtlich-pädagogischer Mitarbeiter des Bildungswerks der Erzdiözese Köln, zunächst in dessen Zweigstelle, dem Katholischen Bildungswerk in  der Stadt Köln, seit dem 1. November 2005 beim Katholischen Bildungswerk Bonn. 
Ab August 1996 arbeitete René Buchholz an seiner Habilitationsschrift im Fach Fundamentaltheologie. Seit dem Wintersemester 1996/1997 hatte er Lehraufträge am Seminar für Katholische Theologie (Philosophische Fakultät) der Universität zu Köln im Fach Fundamentaltheologie (Hans-Joachim Höhn). Seine Habilitationsschrift wurde im Februar 2000 von der Katholisch-Theologische Fakultät der Universität Bonn angenommen. Die Fakultät verlieh ihm am 15. Mai 2000 die venia legendi. Seit dem Wintersemester 2000 hält er Lehrveranstaltungen im Fach Fundamentaltheologie an den Universitäten Bonn und Köln im Hauptstudium, im Wintersemester 2005/2006 und Sommersemester 2006 vertrat er den Lehrstuhl für Fundamentaltheologie in Bonn. Seit dem Wintersemester 2006/2007 hält er durchgehend Lehrveranstaltungen im Fach Fundamentaltheologie an der Katholisch-Theologischen Fakultät der Universität Bonn und wurde im Januar 2011 zum außerplanmäßigen Professor ernannt.
René Buchholz lebt in Bonn, ist verheiratet und hat eine erwachsene Tochter.

## Veröffentlichungen
- Zwischen Mythos und Bilderverbot. Die Philosophie Adornos als Anstoß zu einer kritischen Fundamentaltheologie im Kontext der späten Moderne. P. Lang, Frankfurt/M. 1991.
- Körper – Natur – Geschichte. Materialistische Impulse für eine nachidealistische Theologie.  Wissenschaftliche Buchgesellschaft, Darmstadt 2001 (leicht überarbeitete Fassung der Habilitationsschrift „Der somatische Impuls“).
- Enjoy Capitalism. Zur Erosion der Demokratie im totalen Markt. Ein politisch-theologischer Essay. Echter, Würzburg 2009.
- (mit Reinhold  Boschki:) Das Judentum kann nicht definiert werden.  Beiträge zur jüdischen Geschichte und Kultur. (= Forum Christen und Juden und Christen, Band 11), LIT, Münster/Berlin 2014.
- Falsche Wiederkehr der Religion. Zur Konjunktur des Fundamentalismus. Echter, Würzburg 2017.